# Confusion (chanson d'Electric Light Orchestra)
Pour les articles homonymes, voir Confusion.
Singles de Electric Light Orchestra
Don't Bring Me Down
(1979) I'm Alive
(1980)
Pistes de Discovery
Shine a Little Love Need Her Love
Confusion est une chanson d'Electric Light Orchestra tirée de l'album Discovery, sorti en 1979. Elle est également parue en single, en double face A avec Last Train to London au Royaume-Uni et avec Poker (une chanson tirée de l'album Face the Music) en face B aux États-Unis. Elle se classa 8e au Royaume-Uni et 37e aux États-Unis.